# 6,7-diidropteridina reduttasi
La 6,7-diidropteridina reduttasi è un enzima appartenente alla classe delle ossidoreduttasi, che catalizza la seguente reazione:
a 5,6,7,8-tetraidropteridina + NAD(P)+ ⇄ una 6,7-diidropteridina + NAD(P)H + H+
Il substrato è la forma chinonoide della diidropteridina. Non è uguale alla diidrofolato reduttasi (numero EC 1.5.1.3).